# Los Cuatro Octavos
Los Cuatro Octavos fue un cuarteto de humor chileno nacido el 2002, populares por su participación en el programa de televisión Morandé con compañía. El cuarteto está compuesto por Rodrigo Meza, Patricio "Pato" Fuentes, Carlos "Carlitos" Santander y Rodrigo Villegas, también conocido como "El Guatón". Son una parodia de Los Cuatro Cuartos
En 2008 participaron de la XXXIX versión del Festival del Huaso de Olmué.
Durante febrero de 2009, montaron su primer show de revista en el estero Marga Marga "De vuelta al colegio". 
Villegas también ha realizado una rutina en solitario en Morandé con compañía, con el personaje llamado "Matthew Focker", un modelo frustrado que se dedica a molestar a los invitados del programa.
En el programa Sábado por la noche, de Mega, dijeron que el nombre de la agrupación surge por distintos grupos chilenos.
También resaltaron que en algún momento se llamaron "Los Cantagallos" y "El Cuarteto de la muerte". En un momento cantaron en las micros y Rodrigo Villegas actuó como mimo.
Se hicieron conocidos en Morandé con compañía por una presentación que realizaron en Iquique. 